# 卡米洛·何塞·塞拉
卡米洛·何塞·曼努埃爾·胡安·拉蒙·法蘭西斯科·德·傑羅尼莫·塞拉-特魯洛克，伊利亞·佛拉比亞侯爵（西班牙語：Camilo José Manuel Juan Ramón Francisco de Gerónimo Cela y Trulock, Marqués de Iria Flavia，1916年5月11日—2002年1月17日），簡稱卡米洛·何塞·塞拉（Camilo José Cela，西班牙語：[kamilo xoˈse ˈθela]），西班牙作家、詩人。1989年諾貝爾文學獎得主。

## 略歷
出生於西班牙加利西亚自治区拉科鲁尼亚省帕德龙市的伊里亚‧福拉比亚，2002年1月17日在西班牙首都馬德里逝世。
除諾貝爾文學獎外，他獲得的其他榮譽包括1956年西班牙文學批評獎（Premio de la Crítica）、1984年國家小說獎（Premio Nacional de Narrativa，西班牙）、1987年阿斯圖里亞斯王子文學獎（Premio Príncipe de Asturias de las Letras，西班牙）、1994年行星文學獎（Premio Planeta，西班牙的這個獎獎金非常高，達300000歐元，歐洲統合前獎金是5000萬到1億西班牙披索）、1995年塞万提斯奖（Premio Miguel de Cervantes，西班牙語文學的最高榮譽）等。
主要作品有長篇小說《蜂巢》、《杜瓦特家族》、《為亡靈彈奏瑪祖卡》；散文《亞卡利亞之旅》等。
他於1957年奉西班牙國王委任為西班牙皇家學院院士（miembro de la Real Academia Española），1977年奉委為西班牙皇家參議員參議員（Nombrado senador por designación real en las Cortes Generales），1996年又被封為伊利亞·佛拉比亞侯爵。
1994年，他應邀訪問臺灣。
《蜂巢》、《杜瓦特家族》、《為亡靈彈奏瑪祖卡》、《亞卡利亞之旅》都已譯為中文，《杜瓦特家族》和《亞卡利亞之旅》更有2個以上的中譯本。

## 主要作品出版年表

### 小說
- 1942年：（《杜瓦特家族》，成名作）
- 1943年：
- 1944年：
- 1948年：
- 1951年： （《蜂巢》）
- 1953年：
- 1955年：
- 1962年：
- 1969年：
- 1973年：
- 1984年：（《為亡靈彈奏瑪祖卡》，被評論者認為是1989年諾貝爾文學獎得獎代表作）
- 1984年：
- 1987年：
- 1988年：
- 1993年： （回憶錄）
- 1994年：
- 1994年： （行星文學獎得獎作品）
- 1999年：

### 詩
- 1945年：
- 1996年：

### 非小說
- 1968年：
- 1971年：

## 荣誉

### 外国勋章奖章
- 圣雅各之剑大十字勋章（葡萄牙語：Ordem Militar de Sant'Iago da Espada）（葡萄牙，1995年1月19日公布[1]）

## 作品在台灣的出版
- 劉梅緣/譯，《巴斯瓜‧杜阿狄的家庭》，台北市：驚聲，1973年。
- 黃志良、劉靜言/譯，《蜂巢》，台北市：允晨，1988年。
- 李德明等人/譯，林盛彬/導讀，《為亡靈彈奏》，台北市：桂冠，1994年。
- 張淑英/譯，《杜瓦特家族》，台北市：時報文化，1995年。
- 張淑英/譯，《亞卡利亞之旅》，台北市：皇冠文學，1995年。

## 外部連結
- 卡米洛·何塞·塞拉 （页面存档备份，存于）（卡米洛·何塞·塞拉生平資料網站）